# 近藤光男
近藤 光男（こんどう みつお、1954年2月7日 - ）は、日本の法学者。専門は商法。学位は、法学士（東京大学・1978年）。神戸大学名誉教授。2015年より関西学院大学法学部教授。東京都出身。鴻常夫門下。

## 略歴
- 東京都立西高等学校卒業
- 1978年 東京大学法学部卒業、東京大学助手就任（学士助手）
- 1981年　神戸大学法学部助教授
- 1991年　神戸大学法学部教授
- 2000年　神戸大学大学院法学研究科教授
- 2004年　神戸大学大学院法学研究科実務法律専攻（法科大学院）教授
- 2015年　関西学院大学法学部教授[2][3]

## 在外研究
1985年 - 1987年・カリフォルニア大学バークレー校客員研究員。

## 社会的活動
- 司法試験第二次試験考査委員（1996年 - 1997年、1999年 - 2003年）

## 著書
- 『会社経営者の過失』弘文堂 1989
- 『会社支配と株主の権利』神戸大学研究双書刊行会 1993
- 『経営判断と取締役の責任 「経営判断の法則」適用の検討』中央経済社 1994
- 『商法総則・商行為法』有斐閣法律学叢書 1995
- 『取締役の損害賠償責任』中央経済社 1996
- 『最新会社法』中央経済社 1999
- 『最新株式会社法』中央経済社 2002
- 『コーポレート・ガバナンスと経営者責任』有斐閣 2004
- 『会社法の仕組み』日経文庫　2006

### 共編著
- 『証券取引法入門』吉原和志,黒沼悦郎共著　商事法務研究会　1995
- 『株主代表訴訟大系』小林秀之共編 弘文堂 1996
- 『現代商法入門』編　有斐閣アルマ Basic　1996
- 『商法 2 会社』落合誠一,神田秀樹共著 第3版　有斐閣Sシリーズ　1998
- 『討論コーポレートガバナンス』家近正直,吉本健一共編著　学際図書出版 1999
- 『アメリカ商事判例研究』岸田雅雄,黒沼悦郎共編著　商事法務研究会 2001
- 『金融サービスと投資者保護法』共著　中央経済社 2001
- 『改正株式会社法』志谷匡史共著　弘文堂 2002-05
- 『新しい株主代表訴訟』小林秀之共編 中島弘雅ほか著　弘文堂 2003
- 『基礎から学べる会社法』志谷匡史,石田眞得,釜田薫子共著 弘文堂 2007
- 『新・アメリカ商事判例研究』志谷匡史共編著 商事法務 2007
- 『金融商品取引法入門』吉原和志,黒沼悦郎共著 商事法務 2009
- 『ポイントレクチャー会社法』柴田和史,野田博共著 有斐閣 2009
- 『基礎から学べる金融商品取引法』志谷匡史,石田眞得,釜田薫子共著 弘文堂 2011
- 『判例法理経営判断原則』編 中央経済社 2012

## 論文
- 「コーポレートガバナンスと株主の権利」（竹内昭夫先生追悼論文集、1998年）
- 「株価操作による責任」（現代裁判法体系24巻、1998年）
- 「コーポレートガバナンスと株主の権利」（東京株式懇話会会報561号、1998年）
- 「株主代表訴訟をめぐる解釈論と立法論一取締役の責任の実状をふまえて」（取締役の法務51号52号、1998年）
- 「抹主代表訴訟の現状と問題点」（月刊民事法情報142号、1998年）
- 「取締役の解任」（『会社判例百選（第6版）』有斐閣、1998年）
- 「農業協同組合の監事による訴訟代理権」（最高裁平成9年12月16日判決、判例タイムズ975号、1998年）
- 「株主代表訴訟の和解における裁判所の承認」（In re Maxxmam，Inc，659A．2d760（1995）商事法務1498号、1998年）
- 「取締役解任の訴えにおける被告適格」（判例評論479号、1998年）
- 「贈賄行為と取締役の会社に対する責任」（商事法務1512号、1999年）
- 「資本準備金による自己株式の取得と消却（上）（中）（下）」（商事法務1498 、1499、1500号、1999年）（共同執筆）
- 「インサイダー取引における重要事実」（商事法務1521号1999年）
- 「親子会社法制の立法論的検討（上）（中）（下）」（金融法務事情1537号、1538号、1539号、1998年）（共同執葦）
- 「有価証券の定義」（インベス・トメント52巻3号、1999年）
- 「株主代表訴訟制度を中心に」（ジュリスト1156号、1999年）
- 「監査役制度の現状と課題」（民事法情報156号、1999年）
- 「執行役員制度に関する法的研究（上）（ 下）」（商事法務1542号・1543 号、1999年）（共同執筆）
- 逐条改正商品取引所法解説（2000年）（分担執葦）
- 「コーポレートガバナンスと株主の費用負担」（神戸法学49巻3号、2000年）
- 「取締役の第三者に対する責任一商法266条の3」（法学教室233号、2000年）
- 「株式会社と商法522条」（金融法務事情1573号、2000年）
- 注釈会社法補巻（合併・清算）（2000年）（分担執筆）
- 「商法改正と株主代表訴訟」（ジュリスト1191号、2000年）
- 「事業者責任」（商事法務1580号・1581号、2000年）（共同執筆）
- 「子会社における支配権維持に関する親会社取締役の善管注意義務」（私法判例リマークス20号、2000年）
- 「取締役会決議を経ずになされた連帯保証予約」（判例評論491号209頁、2000年）
- 「株主代表見直し議論の経緯とポイント」（リスクマネージメントビジネス2001年3月号、2001年）